# Gerenos
Gerenos (grec antic: Γέρηνον ο Γέρηνος; gentilici Γερήνιος, català gereni) o Gerènia (grec antic: Γερηνία) fou una ciutat de Messènia on suposadament va viure Nèstor després de la destrucció de Pilos d'Èlide. Sota els romans Gerènia fou la ciutat més al nord del grup de ciutats eleutero-lacònies, a la costa oriental del golf de Messènia, a un cap anomenat avui Kepháli. Tenia un santuari dedicat a Macàon (Rhodon). Pausànies diu que al seu districte hi havia una muntanya anomenada Calathium, amb un santuari dedicat a Claea, una Orèada, proper a una cova amb una entrada estreta probablement la mateixa cova existent avui dia prop de la platja de Kitriés. Gerenos va ser situada per la comissió francesa a Zarnta, a uns 5 km de la costa, on hi ha un castell erigit pels francs a l'edat mitjana, però Leake pensa que més aviat seria la vila de Kitriés a la mateixa costa mentre que Zarnáta seria l'antiga Alagònia.